# تأثیر اندیشه ایرانی بر یهودیت
هنگام حمله بابلی‌ها و آشوری‌ها به شهرهای یهودی (فیلیسطین) و تبعید کردن گروهی از یهودیان، برخی از یهودیان به سرزمین‌های زرتشتی مذهب (همانند مادها) وارد گشته و با عقاید زرتشتی‌ها آشنا شدند. پس از ورود پارسی‌ها (به رهبری کوروش بزرگ) به بابل و تسخیر این شهر بدست کوروش بزرگ، آشنایی بیشتری بین یهودی‌ها و زرتشتی‌ها صورت گرفت و عقاید مشترکی بینشان رد و بدل گشت.
از جمله پیامبران یهودی که در سرزمین‌های مادها زیسته‌اند، می‌توان به حبقوق و ناحوم و زکریا و حجی اشاره داشت. پس از فتح بابل به دست کوروش بزرگ، افراد بیشتری از پیامبران بنی اسرائیل با افکار زرتشتی آشنایی پیدا کردند. از جمله آنها اشعیا، نویسنده کتاب استر می‌توان نام برد.

## اسامی ایرانی‌ها در کتاب مقدس

### کتاب استر
به عقیده حلوی، نام استر برگرفته از ایرانی باستان استار، به معنی ستاره است. به نوشته شاکد، اسامی پسران‌هامان در کتاب استر، هر کدام به گونه متفاوتی به صورت ایرانی ممکن تفسیر می‌گردند. اسامی بدست آمده در متون مقدس، به صورت Parshandatha, Dalphon, Aspatha, Poratha, Adalia, Aridatha, Parmashta, Arisai, Aridai, Vaizatha هستند. کلمه آخر Vaizatha، به صورت آشکار شبیه به *Vahya-zāta- ایرانی به معنی «زادهِ بهتر» و همچنین برخی دیگر از اسامی، به صورت مستند ایرانی تفسیر می‌گردند، ولی باید یادآور شد که فهم الگوی نوع و فرم ایرانی آنها در این لیست، مشکل است. داندامایف معتقد است که اسم Memucan به کار رفته در این کتاب، پارسی است، در حالی که‌هامان ایلامی و مردخای، بابلی است.

## تأثیر در کتاب مقدس

### کتاب دانیال
گرچه فرای معتقد است که کتاب دانیال، به سبب منطبق نبودن بر کتاب‌های کلاسیک یونانی، باید اخلاقی و نه تاریخی به حساب آورد؛ و نتصر هم یادآور گشته که بلشزر، پسر نبونئید هرگز به پادشاهی نرسید، اما اشمیت حدس می‌زند که دانیال مادی در کتاب دانیال، اوگبارو (فرماندار گوتیم و ژنرال کوروش بزرگ در فتح بابل) باشد.

### کتاب اشعیا
به نوشته مورتون اسمیت، از توازی مابین کتاب اشعیای ثانی و استوانه کوروش در می‌یابیم که نویسنده کتاب اشعیای ثانی، باید تحت تأثیر تبلیغات پارسی‌ها قرار گرفته باشد که کوروش بزرگ، برگزیده مردوکِ بابلی و یهوهِ یهودی است.

## عقاید یهودی

### معاد و رستاخیز
به گفته شاکد، ایمان به رویداد فرا زندگی در این زمین، از قدیمی‌ترین کتاب مقدس زرتشتی، گاتاس بدست آمده‌است. این ایمان گسترش یافت و مرکز دین زرتشتی پسین گشت که جلوه دهنده تمامی ابعاد زندگانی دین پسین زرتشتی گشت. به نظر می‌رسد که این تفکر، عمیقا بر مذاهب همسایه، به ویژه یهودیت و از طریق آن بر مسیحیت و اسلام، و همچنین مانوی‌گری، تأثیر گذاشته‌است.
خصوصیات معاد زرتشتی (همانند معاد یهودیت، مسیحیت و اسلام) این است که موجودات شریر را در هر طبقه و مرحله موجودات دیوها و شیاطین مجازات می‌کنند؛ این دیوها و شیاطین، مأموریت دارند که پیروان خود را مجازات کنند. نمونه کاربردی این قاعده مورد تأیید «کتاب زند وهمن یشت ۳٫۳۷» آمده که در آن اژدها دَهاگ، اهریمن را در واپسین لحظه می‌بلعد.

### یهوه و روح‌القدس
به نوشته بویس، یکی از نسخه‌های گاتیک، گفته می‌شود که خلقت، به وسیله اندیشه‌اش به انجام رسید (یشت ۳۱٫۱۱) ولی در جای دیگر، گفته می‌شود که وسایلش روان مقدس یا روان بخشنده، Spənta Mainyu بوده‌است. (یشت ۴۴٫۷، ۳۱٫۳، ۵۱٫۷) ارتباط بین «اهورامزدا و روان مقدس» در آئین زرتشت، به اندازه «یَهوه و روح‌القدس» در یهودیت و مسیحیت، سخت و زیرکانه باید تعریف شود؛ و این مکرراً در عقیده مسیحیت استدلال گشته که این عقیده، وابسته به آئین زرتشتی است.

## برای مطالعهٔ بیشتر
- A.R. Millard, The Persian Names in Esther and the Reliability of the Hebrew Text, JBL, 1977
- S. Shaked, “Iranian Influences in Judaism,” Cambridge History of Judaism I, Cambridge, 1984, pp. 308–442.
- Shai Secunda: The Iranian Talmud: Reading the Bavli in Its Sasanian Context
- Jason M. Silverman: Persepolis and Jerusalem: Iranian Influence on the Apocalyptic Hermeneutic